# Ретійські Альпи

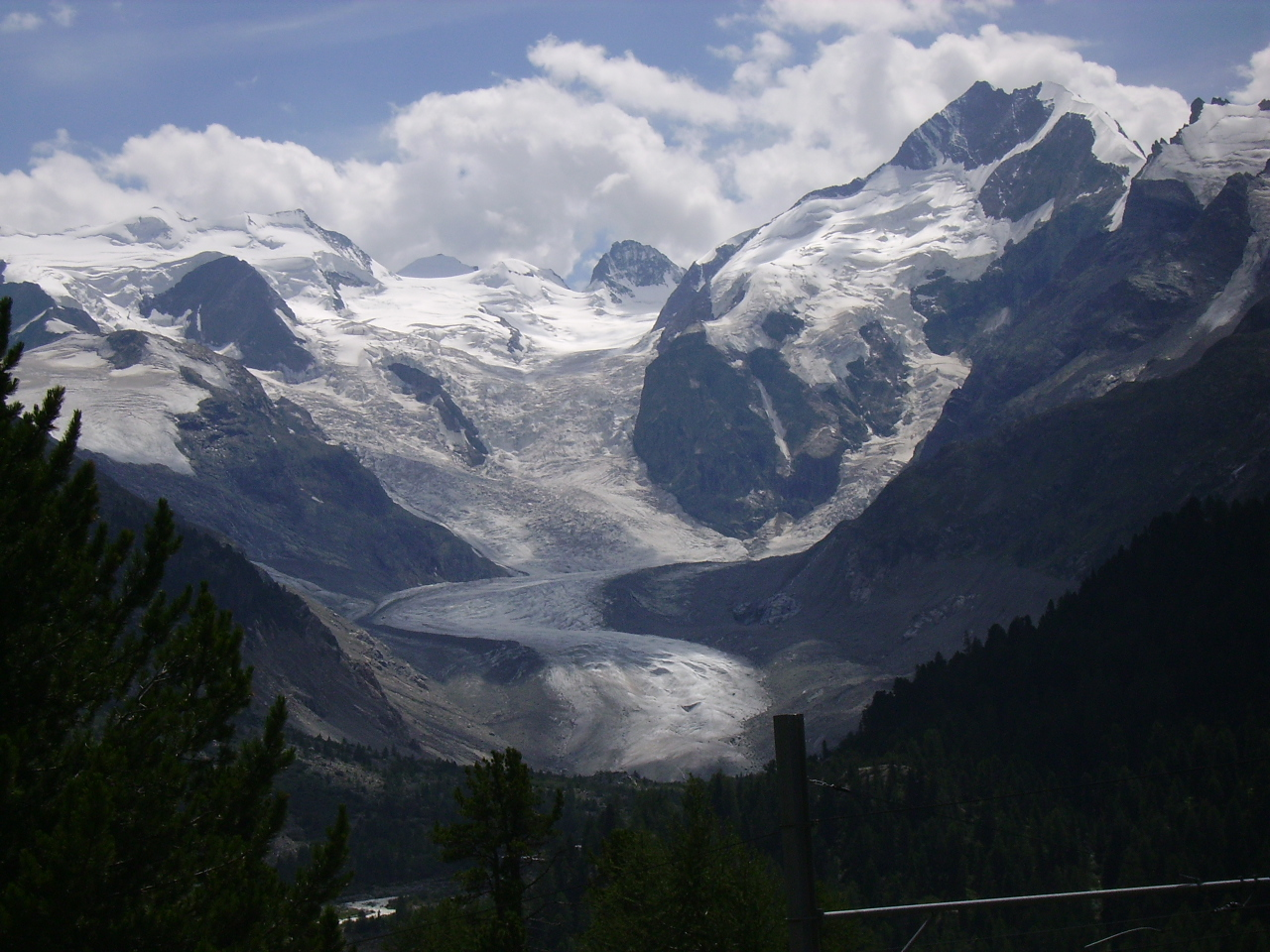

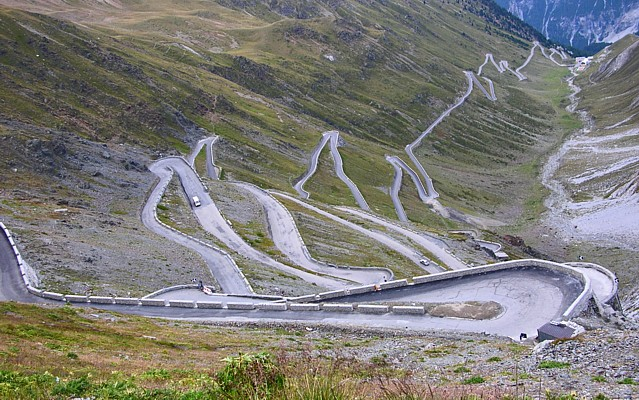

Реті́йські А́льпи (італ. Alpi Retiche, нім. Rätische Alpen), у центральній частині Східних Альп вздовж італійсько-швейцарського та австрійсько-швейцарського кордону, здебільшого у кантоні Граубюнден в східній Швейцарії.
Довжина близько 140 км.
До Ретійських Альп, часто включають три ізольовані масиви:
- Берніна, висота до 4 049 м,
- Ортлес
- Адамелло

Складені головним чином вапняками, мергелями, доломітами
Переважає гірничо-льодовиковий рельєф. До висоти 800 м — листяні ліси, до 2 250 м — мішані і хвойні, до 2 700 м — субальпійські, альпійські луки і чагарники, вище — вічні сніги і льодовики.